# Comunidad de comunas de Vic-Montaner
La Comunidad de comunas de Vic-Montaner (Communauté de communes de Vic-Montaner en francés), es una estructura intercomunal francesa, que a su vez es interregional e interdepartamental ya que aunque se halla situada básicamente en el departamento de Mediodía-Pirineos, de la región de Altos Pirineos, a su vez acoge en su seno a once comunas del departamento de Pirineos Atlánticos, de la región de Aquitania.

## Historia
Fue creada el 22 de diciembre de 1992 con la unión de dieciocho de las veintidós comunas del antiguo cantón de Vic-en-Bigorre y once de las quince comunas del antiguo cantón de Montaner y que actualmente forman parte quince del nuevo cantón de Vic-en-Bigorre, once del nuevo cantón de País de Morlaàs y de Montanérès y 3 comunas del nuevo cantón de Bordères-sur-l'Echez.

## Nombre
Debe su nombre a que en la época en que se fundó la comunidad las comunas pertenecían a los cantones de Vic-en-Bigorre y Montaner.

## Composición
La Comunidad de comunas reagrupa 29 comunas:
| Comuna                | Código INSEE | Región            | Departamento        | Cantón                          | Población (2012) | Superficie (km²) | Densidad (hab./km²) |
| --------------------- | ------------ | ----------------- | ------------------- | ------------------------------- | ---------------- | ---------------- | ------------------- |
| Andrest               | 65007        | Mediodía-Pirineos | Altos Pirineos      | Vic-en-Bigorre                  | 1430             | 6.19             | 231                 |
| Artagnan              | 65035        | Mediodía-Pirineos | Altos Pirineos      | Vic-en-Bigorre                  | 511              | 4.94             | 103                 |
| Bentayou-Sérée        | 64111        | Aquitania         | Pirineos Atlánticos | País de Morlaàs y de Montanérès | 107              | 8.26             | 13                  |
| Caixon                | 65119        | Mediodía-Pirineos | Altos Pirineos      | Vic-en-Bigorre                  | 406              | 8.55             | 47                  |
| Camalès               | 65121        | Mediodía-Pirineos | Altos Pirineos      | Vic-en-Bigorre                  | 448              | 4.67             | 96                  |
| Casteide-Doat         | 64173        | Aquitania         | Pirineos Atlánticos | País de Morlaas y de Montanérès | 141              | 5.34             | 26                  |
| Castéra-Loubix        | 64174        | Aquitania         | Pirineos Atlánticos | País de Morlaas y de Montanérès | 54               | 3.43             | 16                  |
| Escaunets             | 65160        | Mediodía-Pirineos | Altos Pirineos      | Vic-en-Bigorre                  | 120              | 6.24             | 19                  |
| Labatut               | 64293        | Aquitania         | Pirineos Atlánticos | País de Morlaas y de Montanérès | 167              | 8.44             | 20                  |
| Lamayou               | 64309        | Aquitania         | Pirineos Atlánticos | País de Morlaas y de Montanérès | 192              | 9.51             | 20                  |
| Marsac                | 65299        | Mediodía-Pirineos | Altos Pirineos      | Vic-en-Bigorre                  | 236              | 1.55             | 152                 |
| Maure                 | 64372        | Aquitania         | Pirineos Atlánticos | País de Morlaas y de Montanérès | 115              | 3.59             | 32                  |
| Monségur              | 64395        | Aquitania         | Pirineos Atlánticos | País de Morlaas y de Montanérès | 139              | 2.84             | 49                  |
| Montaner              | 64398        | Aquitania         | Pirineos Atlánticos | País de Morlaas y de Montanérès | 460              | 19.13            | 24                  |
| Nouilhan              | 65330        | Mediodía-Pirineos | Altos Pirineos      | Vic-en-Bigorre                  | 200              | 4.53             | 44                  |
| Oroix                 | 65341        | Mediodía-Pirineos | Altos Pirineos      | Bordères-sur-l'Echez            | 119              | 8.90             | 13                  |
| Pintac                | 65364        | Mediodía-Pirineos | Altos Pirineos      | Bordères-sur-l'Echez            | 54               | 3.43             | 16                  |
| Ponson-Debat-Pouts    | 64451        | Aquitania         | Pirineos Atlánticos | País de Morlaas y de Montanérès | 88               | 5.72             | 15                  |
| Pontiacq-Viellepinte  | 64454        | Aquitania         | Pirineos Atlánticos | País de Morlaas y de Montanérès | 162              | 6.98             | 23                  |
| Pujo                  | 65372        | Mediodía-Pirineos | Altos Pirineos      | Vic-en-Bigorre                  | 613              | 5.28             | 116                 |
| Saint-Lézer           | 65390        | Mediodía-Pirineos | Altos Pirineos      | Vic-en-Bigorre                  | 418              | 11.17            | 37                  |
| Sanous                | 65403        | Mediodía-Pirineos | Altos Pirineos      | Vic-en-Bigorre                  | 89               | 1.63             | 55                  |
| Sedze-Maubecq         | 64515        | Aquitania         | Pirineos Atlánticos | País de Morlaas y de Montanérès | 234              | 7.61             | 31                  |
| Siarrouy              | 65425        | Mediodía-Pirineos | Altos Pirineos      | Vic-en-Bigorre                  | 425              | 6.20             | 69                  |
| Talazac               | 65438        | Mediodía-Pirineos | Altos Pirineos      | Vic-en-Bigorre                  | 69               | 1.58             | 44                  |
| Tarasteix             | 65439        | Mediodía-Pirineos | Altos Pirineos      | Bordères-sur-l'Echez            | 269              | 9.85             | 27                  |
| Vic-en-Bigorre        | 65460        | Mediodía-Pirineos | Altos Pirineos      | Vic-en-Bigorre                  | 5071             | 31.93            | 159                 |
| Villenave-près-Béarn  | 65476        | Mediodía-Pirineos | Altos Pirineos      | Vic-en-Bigorre                  | 59               | 3.09             | 19                  |
| Villenave-près-Marsac | 65477        | Mediodía-Pirineos | Altos Pirineos      | Vic-en-Bigorre                  | 70               | 1.12             | 63                  |

## Competencias
La comunidad es un organismo público de cooperación intercomunal.
Sus recursos provienen del impuesto sobre los rendimientos del trabajo único, del sistema de contribuciones que se aplica a los residuos y asignaciones y subvenciones de diversos socios.
Sus competencias en general se centran en el desarrollo económico, medio ambiental, de empleo y los servicios comunitarios a los habitantes:
- Ordenación del Territorio
  - Plan de Coherencia Territorial (SCOT, en francés).
  - Plan Sectorial.
- Desarrollo y organización económica
  - Acción de desarrollo económico de las actividades industriales, comerciales o de empleo, (apoyo de las actividades agrícolas y forestales...).
  - Creación, organización, mantenimiento y gestión de zonas de actividades industriales, comerciales, terciario, artesanal o turístico.
- Desarrollo y organización social y cultural
  - Actividades culturales y socioculturales.
  - Actividades deportivas.
  - Construcción y/u organización, mantenimiento, gestión de equipamientos o establecimientos culturales, socioculturales, socioeducativos, deportivos…, etc.
  - Transporte escolar.
- Medio ambiente
  - Saneamiento no colectivo.
  - Recogida y tratamiento de los residuos urbanos y asimilados.
  - Protección y valorización del Medio Ambiente.
- Vivienda y hábitat
  - Programa local del hábitat.
- Servicio de vías públicas
  - Creación, organización y mantenimiento del servicio de vías públicas.
- Otros
  - Adquisición comunal de material.
  - Informática, Talleres vecinales.